# 유키 시모다

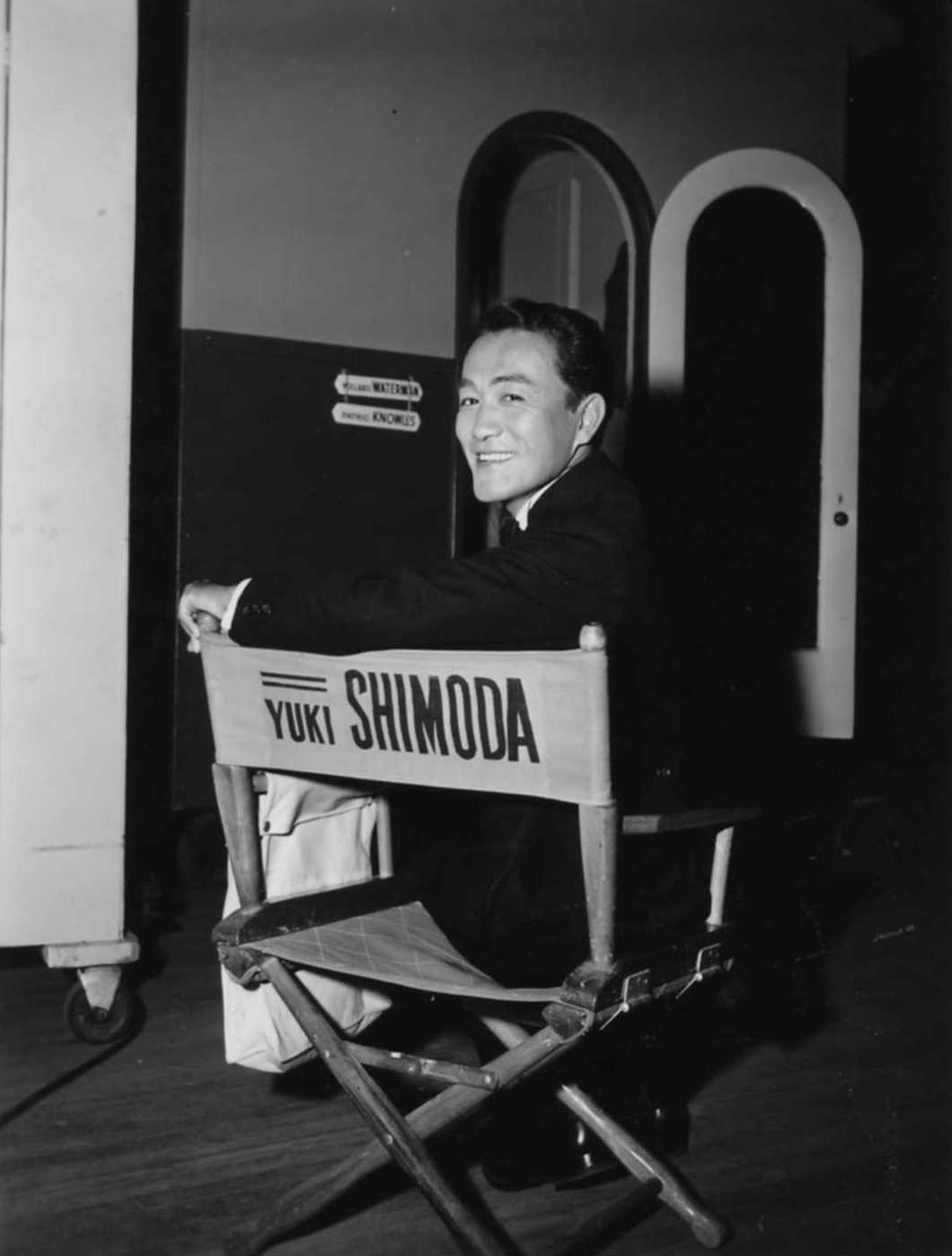

유키 시모다(Yuki Shimoda, 1921년 8월 10일 ~ 1981년 5월 21일)는 미국의 배우이다.
새크라멘토에서 태어났으며 로스앤젤레스에서 사망하였다.

## 출연 작품
- 노아의 불시착 (1980년)
- 옥타곤 (1980년)
- A Death in Canaan (1978)
- 맥아더 (1977년)
- 미드웨이 (1976년)
- 머조러티 오브 원 (1961년)
- 앤티 맘 (1958년)

### 텔레비전
- 아이언사이드 (1971-72)
- 매시 (1979-81)